# Maria das Graças
Maria das Graças Kleinschmidt (Ouro Preto, 24 de agosto de 1955) é uma atriz e modelo brasileira radicada em Portugal. Destacou-se nacional e internacionalmente por sua atuação em Escrava Isaura (1976).

## Carreira
Iniciou sua vida artística em teatro, no ano de 1973.Já em televisão estreara em 1975, na versão censurada de Gabriela. No ano de 1976 ganharia fama internacional ao interpretar Santa/Maria, na telenovela Escrava Isaura. 
A partir de 1978 muda-se para a Europa e inicia sua carreira como modelo, tendo desfilado na Itália, Alemanha, Portugal e Espanha. Passa a residir em Portugal onde em 1981 estreia na RTP. Atua, desde então, em trabalhos em emissoras portuguesas. 

## Filmografia

### Televisão
| Ano       | Título               | Personagem            | Notas                        |
| --------- | -------------------- | --------------------- | ---------------------------- |
| 1975      | Gabriela             | Mariquinha / Isaltina | Versão censurada             |
| 1975      | O Grito              | Jacira                |                              |
| 1976      | Escrava Isaura       | Santa / Maria         |                              |
| 1976      | O Feijão e o Sonho   | Ritinha               |                              |
| 1977      | Sinhazinha Flô       | Mariinha              |                              |
| 1981      | Teleteatro           | Teresa                | Episódio: "Amor de Perdição" |
| 1989      | Sétimo Direito       | Abelha                |                              |
| 1989      | Caixa Alta           | —                     |                              |
| 1990      | Ricardina e Marta    | Chica                 |                              |
| 1997-1998 | A Grande Aposta      | Adelaide Nhambone     |                              |
| 2001-2002 | Nunca Digas Adeus    | Natália               |                              |
| 2004      | Queridas Feras       | Médica (mãe de Raul)  |                              |
| 2008-2009 | Podia Acabar o Mundo | Nazaré                |                              |
| 2011      | Voo Direto           | Astróloga             |                              |
| 2013      | Belmonte             | Enfermeira            |                              |
| 2024      | Cacau                | Baobá                 | [ 3 ]                        |

### Cinema
| Ano  | Título        | Personagem |
| ---- | ------------- | ---------- |
| 1976 | Xica da Silva | Mucama     |
| 1976 | O Pai do Povo | —          |
| 1979 | A Deusa Negra | —          |

## Teatro[6]
- 1973 - A Condessa Descalça
- 1973 - O Dilúvio
- 1974 - O Pecado na Terra
- 1975 - Morte e Vida Severina
- 1977 - Noel Rosa: o Poeta da Vila e Seus Amores